# Argyrobrithes argentifer
Argyrobrithes argentifer är en tvåvingeart som först beskrevs av Kertesz 1914.  Argyrobrithes argentifer ingår i släktet Argyrobrithes och familjen vapenflugor. Inga underarter finns listade i Catalogue of Life.